# 团花龙船花
团花龙船花（学名：Ixora cephalophora）为茜草科龙船花属下的一个种。

## 扩展阅读
- 維基物種上的相關：团花龙船花